# 4822 Karge
A 4822 Karge (ideiglenes jelöléssel 1986 TC1) a Naprendszer kisbolygóövében található aszteroida. Edward L. G. Bowell fedezte fel 1986. október 4-én.